# Праска, Себастьяно Висконти
Себастьяно Висконти Праска (итал. Sebastiano Visconti Prasca; 23 января 1883, Рим — 25 февраля 1961, Монте-Порцио-Катоне) — итальянский военный и дипломатический деятель, корпусной генерал Королевской итальянской армии.

## Биография
Представитель аристократического рода Висконти. В 1904 году окончил Королевскую Военную академию Модены.
Участник Итало-турецкой войны (1911—1912) и Первой мировой войны (1914—1918). Отмечен боевыми наградами.
В 1917 году получил чин подполковника. Обучался в Военной армейской школе в Турине. После проходил службу в Генеральном штабе.
В январе 1920 года отправлен в Германию в качестве члена Межведомственной комиссии по Верхней Силезии, в 1921 году вернулся в военное министерство Италии, в 1922 году он вошел в Совет армии.
В 1924—1930 годах — военный атташе посольства Королевства Италии в Белграде, обвинённый в военном шпионаже, был отозван на родину. Вернувшись ненадолго в Генеральный штаб Италии, принял под командование 36-й пехотный полк. В октябре 1933 года назначен на должность начальника штаба армии генерала П. Бадольо.
В октябре 1934 г. за исключительные заслуги получил звание	Бригадный генерал. В 1937 г. — Генерал-майор, в 1939 г. — Генерал-лейтенант.
В 1938 году принял командование 2-й скоростной дивизией «Emanuele Filiberto Testa di Ferro». В том же году направлен атташе в Париже, затем — в Берлине.
Автор книги во военной стратегии Guerra decisiva («Молниеносная война»), которая очень понравилась Б. Муссолини. В труде Праска убедительно выдвинул теорию блицкрига — быстрого и решительного удара по силам противника, который решит итог войны.
Участник Второй мировой войны. В 1940 году был назначен командующим итальянскими войсками в Албании (группа армий «Албания») и командиром дислоцированного здесь XXVI корпуса. Под его командование переданы 19-я пехотная дивизия «Венеция» ген. Сильвио Бонини, 23-я пехотная дивизия «Феррара» ген. Ликурго Цанини, 53-я пехотная дивизия «Ареццо» ген. Микеле Молинари, 131-я бронетанковая дивизия «Чентауро» ген. Джованни Мальи и 3-я альпийская дивизия «Юлия» ген. Феделе де Джиорджис.
Участвовал в Итало-греческой войне. 28 октября 1940 г. его части перешли границу Греции, открыв операции итальянской армии против этой страны. Имея двукратный перевес в живой силе и технике, С. Висконти Праска за первую неделю боёв продвинулся до реки Тиамис, но затем положение осложнилось и его войска начали терпеть поражение. Б. Муссолини отстранил его от должности, заменив генералом У. Содду, и 18 ноября отдал приказ о переходе к обороне.
В сентябре 1943 года С. Висконти Праска присоединился к итальянскому движению сопротивления. Схваченный немцами в 1943, был приговорён к смертной казни, впоследствии заменённой пожизненным заключением в Германии. В 1945 году ему удалось бежать и сражаться с советской армией на заключительных этапах Второй мировой войны, участвуя в битве за Берлин.
В 1946 году он опубликовал книгу воспоминаний «Io Ho Aggredito La Grecia», в которой попытался оправдать свои личные ошибки в войне с Грецией.

## Награды
- Бронзовая Медаль «За воинскую доблесть» (Италия) (1912)
- Бронзовая Медаль «За воинскую доблесть» (Италия) (1917)
- Памятная медаль за итало-австрийскую войну 1915—1918 гг.
- Памятная медаль за экспедицию в Албанию (1939)
- Крест за боевые заслуги
- Медаль «В память объединения Италии»
- Медаль Победы Союзников (в Первой мировой войне)
- Кавалер Ордена Святых Маврикия и Лазаря
- Кавалер-офицер Ордена Святых Маврикия и Лазаря
- Командор Ордена Святых Маврикия и Лазаря
- Великий офицер Ордена Святых Маврикия и Лазаря
- Кавалер Ордена Короны Италии
- Офицер Ордена Короны Италии
- Командор Ордена Короны Италии